# بين هنتر
بين هنتر (بالإنجليزية: Ben Hunter)‏ (16 يونيو 1985 بدونكاستر في المملكة المتحدة - ) هو لاعب كرة قدم بريطاني في مركز الهجوم. لعب مع كولومبوس كرو وريتشموند كيكرز وماتلوك تاون ‏ وNorth Ferriby United A.F.C. ‏ وSalem City FC ‏ وCleveland City Stars ‏ وReal Maryland F.C. ‏.

## وصلات خارجية
- بين هنتر على موقع قاعدة بيانات كرة القدم.إي يو (الإنجليزية)